# Erwin (Karolina Północna)
Erwin – miasto w Stanach Zjednoczonych, w stanie Karolina Północna, w hrabstwie Harnett.